# Ахмед Ель Горесі
Ахмед Ель Горесі — мінералог.
Він народився в 1934 році в Шибін Ель Ком (Єгипет). Його сфера діяльності — метеоритика.
Ахмед Ель Горесі та його колега Г. Донней у 1968 році вперше виявили мінерал чаоїт — в ударно-плавленому графітовому гнейсі з кратера Нердлінгер-Рис на кордоні між Швабським (Баден-Вюртемберг) і Франконським Альбом (Баварія).
Помер 3 жовтня 2019 року в Гейдельберзі.
Іменем Ахмеда Ель Горесі названо астероїд 6224 Ел Ґоресі (6224 El Goresy).